# Euselasia salimba
Euselasia salimba är en fjärilsart som beskrevs av Jean Baptiste Godart 1824. Euselasia salimba ingår i släktet Euselasia och familjen Riodinidae. Inga underarter finns listade i Catalogue of Life.